# Jee Yong-ju
Jee Yong-ju (in Hangŭl: 지용주; 19 dicembre 1948 – 25 agosto 1985) è stato un pugile sudcoreano.

## Palmarès

### Olimpiadi
- 1 medaglia:
  - 1 argento (Città del Messico 1968 nei pesi mosca leggeri)

### Giochi asiatici
- 1 medaglia:
  - 1 oro (Bangkok 1970 nei pesi mosca)